# 105 mm M119
L'M119 è un obice leggero di calibro 105 mm.

Nato come obice sostitutivo dell'M102, è entrato in servizio nel 1989 e viene tuttora utilizzato soprattutto dallo United States Army.
L'arma può essere facilmente paracadutata o elitrasportata, mediante il CH-47 Chinook o l'UH-60 Black Hawk.

## Sviluppo
L'obice è stato sviluppato dall'azienda britannica Royal Ordnance Factories (ROFs) con il nome di L118/L119 Light gun. La versione denominata L119 è un obice L118 riconfigurato per utilizzare le munizioni NATO.

Nel 1987 venne raggiunto un accordo: inizia la produzione dell'obice con licenza negli Stati Uniti, sotto il nome di M119.
Esiste una sua versione migliore chiamata M119A1, con una capacità di resistere a temperature minime che raggiungono anche i -45C, e con l'aggiunta di un sistema di controllo per l'arma e una migliorata robustezza. L'esercito statunitense ha rinnovato il contratto fino al 2013.
Dall'aprile 2009 una nuova versione dell'obice è stata assegnata ad alcune divisioni di fanteria: l'M119A2, per permettere a tali divisioni di operare al meglio nei combattimenti in Iraq e Afghanistan.

## Munizionamento

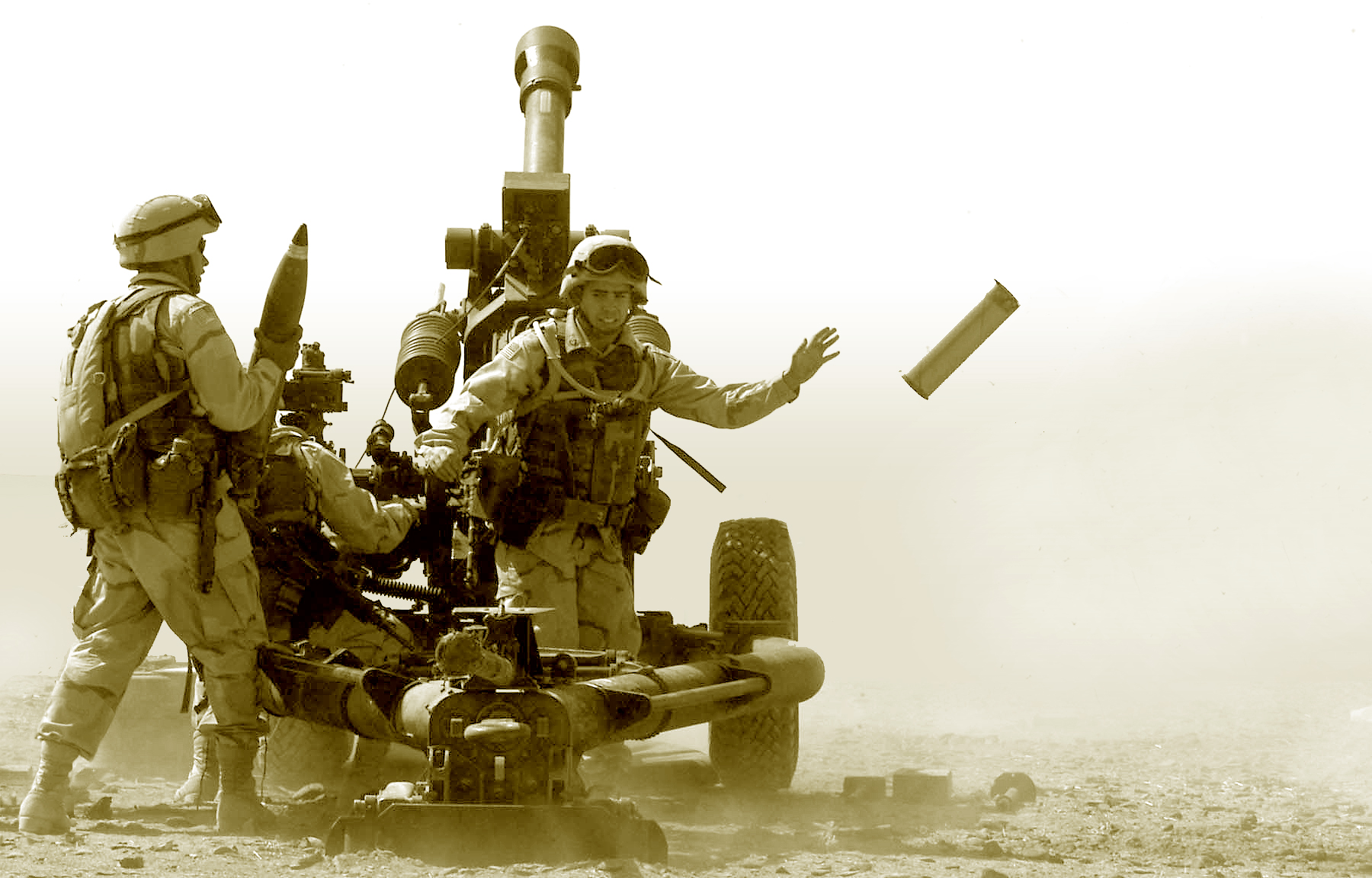
M119 durante la guerra in Iraq

L'M119 può utilizzare tutti i tipi di proiettili NATO, tra cui quelli ad alto potenziale esplosivo, fumogeni, illuminanti o al fosforo bianco. È inoltre abilitato ad utilizzare i proiettili HERA (High Explosive Rocket Assisted), che aumentano notevolmente la gittata di base di un proiettile, portandola a circa 19 km.
Segue un piccolo elenco di alcuni proietti utilizzati dall'obice:
- M1 HE, ovvero ad alto potenziale esplosivo
- M314 illuminanti
- M60/M60A2 fumogeni
- M913 HERA (gittata 19.5 km)
- M760 HE (gittata 14.5 km)

## Varianti
- M119: copia originale del L119.
  - M119A1: piccoli miglioramenti del controllo del fuoco.
  - M119A2: aggiunta di un telescopio (anche panoramico).